# Стража (Липково)
Стража (мкд. Стража) је насеље у Северној Македонији, у северном делу државе. Стража припада општини Липково.

## Географија
Стража је смештена у крајње северном делу Северне Македоније, на само километар јужно од српско-македонске границе. Од најближег већег града, Куманова, насеље је удаљено 25 km северозападно.
Насеље Стража је у североисточном делу историјске области Црногорје. Насеље је положено високо, на североисточним висовима Скопске Црне Горе. Надморска висина насеља је приближно 980 метара.
Месна клима је планинска због знатне надморске висине.

## Становништво
Стража је према последњем попису из 2002. године била без становника. 
Претежно становништво у насељу били су Албанци.
Већинска вероисповест био је ислам.